# Libinia rhomboidea
Libinia rhomboidea is een krabbensoort uit de familie van de Epialtidae. De wetenschappelijke naam van de soort is voor het eerst geldig gepubliceerd in 1870 door Streets.